# Tamar Novas
Tamar Novás Pita (Santiago di Compostela, 3 ottobre 1986) è un attore spagnolo.

## Biografia
Nel 1998 il regista José Luis Cuerda lo scoprì mentre realizzava un casting in diverse scuole compostelane. Per cinque anni non recitò in nessun film finché Alejandro Amenábar non gli affidò il ruolo di Javi in Mare dentro, con Javier Bardem. Così Tamar Novas si fece notare dal cinema spagnolo vincendo fra l'altro il Premio Goya come Miglior Attore Rivelazione. Dopo recitò soprattutto in piccoli ruoli per la televisione.
Nel 2009 recita ne Gli abbracci spezzati, diretta da Pedro Almodóvar, con attrici come Penélope Cruz o Blanca Portillo.

## Filmografía

### Cinema
Clanes (2024)
- Nowhere (2023)

- O corpo aberto (2022)
- El juego de las llaves (2022)
- A 1000 km dal Natale (A mil kilómetros de la Navidad) (2021)
- Il caos dopo di te (El desorden que dejas) (2020)
- El asesino de los caprichos (2019)
- Quien a hierro mata (2019)
- Elisa e Marcela (Isabel Coixet, 2019). Andrés
- La playa de los ahogados (2015)
- A cicatriz blanca (2013)
- Gli abbracci spezzati (Pedro Almodóvar, 2009). Diego
- ¡Maldito bastardo! (Javi Camino, 2008). Fonsiño
- Una mujer invisible (Gerardo Herrero, 2007). Javier
- L'ultimo inquisitore (Miloš Forman, 2006).
- Retrato (Jairo Iglesias, 2005). Óscar
- Mare dentro (Alejandro Amenábar, 2004). Como Javi
- La lengua de las mariposas (José Luis Cuerda, 1999). Roque

### Televisione
- Los pacientes del Doctor García (2022)
- El desorden que dejas (2020)
- Veneno (2020)
- Alto mare (2019)
- Allí abajo (2018)
- La zona (2017)
- Carlos, Rey emperador (2015-2016)
- Cuore ribelle (2012- 2013). Antena 3. Alejandro de la Serna
- Acusados (2010). Telecinco. Jaime Holgado
- La ira (2009). TV Movie - Telecinco. Julián
- A vida por diante (2006-2007). TVG. Quique Beiro
- La Señora (2008). TVE. Fernando
- Countdown (2008). Cuatro. Iván Iglesias
- Mesa para cinco (2006). La Sexta. Nacho
- 7 vidas (2004). Telecinco. Adolfo 'Fito'

## Doppiatori italiani
Nelle altre versioni in italiano dei suoi film, Tamar Novas è stato doppiato da:
- Nanni Baldini in A 1000 km dal Natale
- Massimo Triggiani in Il caos dopo di te
- Gabriele Vender in Alto mare
- Gianluca Tusco in Mare dentro
- Guido Di Naccio in Elisa e Marcela